# Бистшица Клодзка
Бистшѝца Кло̀дзка (на полски: Bystrzyca Kłodzka; на немски: Habelschwerdt, Hoabeschwerde; на чешки: Kladská Bystřice) е град в Югозападна Полша, Долносилезко войводство, Клодзки окръг. Административен център е на градско-селската Бистшишка община. Заема площ от 10,74 км2.

## Население
Според данни от полската Централна статистическа служба, към 31 декември 2014 г. населението на града възлиза на 10 389 души. Гъстотата е 967 души/км2.